# Pomieczyno
Pomieczyno, dodatkowa nazwa w języku kaszubskim Pòmieczëno (niem. Pomietschin) – wieś kaszubska w Polsce, położona w województwie pomorskim, w powiecie kartuskim, w gminie Przodkowo, na północnym skraju Pojezierza Kaszubskiego, przy drodze wojewódzkiej nr 224. Wieś jest siedzibą sołectwa Pomieczyno, w skład którego wchodzą również Barwik, Hejtus, Otalżyno i Pomieczyno Małe. Na północ od Pomieczyna znajduje się jezioro Otalżyno.
Miejscowość jest siedzibą parafii rzymskokatolickiej św. Józefa, należącej do dekanatu Żukowo w archidiecezji gdańskiej.
Wieś jest zamieszkana głównie przez Kaszubów, chociaż w ostatnich latach w Pomieczynie osiedla się coraz więcej ludzi z nieodległego Trójmiasta. Przez Pomieczyno przepływa rzeczka Dębnica, około 0,5 km na południe od wsi leży kompleks lasów ciągnących się kilka kilometrów aż do Sianowa.
| SIMC    | Nazwa    | Rodzaj    |
| ------- | -------- | --------- |
| 0169667 | Hejtus   | część wsi |
| 0169673 | Otalżyno | część wsi |

## Nazwa miejscowości
Pomieczyno jest nazwą dzierżawczą tzn wywodzi się od pierwotnego założyciela bądź mieszkańca wsi. Był nim niejaki Pomnięta. Imię to pochodzi od czasownika pomnieć w znaczeniu 'pamiętać' i zostało utworzone poprzez dodanie sufiksu -ęta do historycznego imienia Pomian. Pierwotnie nazwa brzmiała więc Pomnięcino. Przejście do obecnej formy Pomieczyno odbyło się poprzez trzy procesy językowe. Pierwszy z nich polegał na zjawisku tzw hiperpoprawności, czyli zbitkę -mn- odbierano jako północnopolską, czy też kaszubską wymowę typu mniasto, mniód czy mniejsce. Przy takim przeświadczeniu wyeliminowano z tej zbitki głoskę -n- nadając nazwie bardziej "oficjalne" brzmienie. Proces drugi, czyli przejście polskiego ć czy kaszubskiego c w cz dokonał, się pod wpływem języka niemieckiego. Zanik nosowości zaś, czyli przejście ę w e jest dość częstym zjawiskiem w kaszubskich nazwach geograficznych czy nazwiskach.
W XIX w. występowało rozróżnienie na Pomieczyno Szlacheckie i Pomieczyno Królewskie, przy czym blisko 90% mieszkańców lokowano w Pomieczynie Szlacheckim. Niemcy dokonali jedynie fonetycznej adaptacji nazwy to formy Pomietschin, oficjalnej nazwy w czasach pruskich. Z kolei hitlerowcy, w ramach akcji całościowej zmiany krajobrazu nazewniczego, włączonego do III Rzeszy dawnego polskiego województwa pomorskiego, utworzyli sztuczną nazwę Pommersdorf, funkcjonującą w latach 1942-1945.

## Historia miejscowości
Pierwsza wzmianka o Pomieczynie pochodzi z 1664 roku, gdy określono osadę, podobnie jak pobliską Pomieczyńską Hutę, jako pustkowie położone w lasach. W tym samym roku wymieniono też z nazwiska trzech mieszkańców. Byli to: Michał Okunek, Hans Belg i Jakub Leman. Miejscowość podlegała administracyjnie pod ówczesny powiat mirachowski. Przez Pomieczyno biegł trakt z Gdańska do Mirachowa (wówczas siedziby starostwa).
W roku 1892 r. wieś miała 771 mieszkańców, 755 Kaszubów (726 katolików i 29 ewangelików), 14 Niemców ewangelików i 2 osoby innej narodowości. W roku 1910 oficjalny pruski spis powszechny na bazie deklarowanego języka ojczystego podaje 878 Kaszubów i 16 Niemców, łącznie 894 mieszkańców.
W roku 1913 we wsi były 2 karczmy, które prowadzili Johann Kwidzinski i Franz Krefft . W karczmach prowadzono też sprzedaż artykułów skórzanych, metalowych i spożywczo-kolonialnych. Był rzeźnik O. Posch. Sklep z ubraniami i materiałami prowadził Johann Schwabe. Było 2 mistrzów murarskich: Sielaft i Uhlenberg. Skład materiałowy prowadził Josef Jakuschek, kowalami byli Franz Konkol i August Krause, krawcem był Hallman. Stolarzem i jednocześnie szklarzem był Johann Fenski, handlem bydłem zajmował się Johann Grubba. We wsi działał również mistrz ciesielski o nazwisku Kreft.  
Przed I wojną światową władze zaboru pruskiego zbudowały pocztę (działającą do dziś, ale już w innym budynku) oraz szkołę (szkoła istniała prawdopodobnie już od około połowy XIX w.). Obecnie we wsi funkcjonuje szkoła podstawowa, której patronem jest ks. Bronisław Szymichowski.
W 1945 roku przez Pomieczyno Niemcy przeprowadzali więźniów z obozu koncentracyjnego w Stutthofie, był to tzw. marsz śmierci. W tutejszym kościele więźniowie nocowali, a miejscowi mieszkańcy przynosili im jedzenie. Jeden z więźniów w swoich wspomnieniach podaje, że współtowarzysze niedoli zmuszeni nieludzkim pragnieniem wyskrobywali wodę święconą z beczki stojącej w kościele. Na miejscowym cmentarzu znajduje się mogiła pomordowanych więźniów (około 50 osób).
W 1952 roku mieszkańcy Pomieczyna założyli Ochotniczą Straż Pożarną, aktywnie działającą do dzisiaj (do największych sukcesów jednostki należy zdobycie w 2006 roku na Wojewódzkich Zawodach Sportowo-Pożarniczych członków czynnych 4. miejsca).
W latach 1954-1961 wieś była siedzibą gromady Pomieczyno, po jej zniesieniu była w gromadzie Przodkowo, po reformie administracji w 1973 r. w gminie Przodkowo. W latach 1975–1998 miejscowość administracyjnie należała do województwa gdańskiego.

## Zabytki

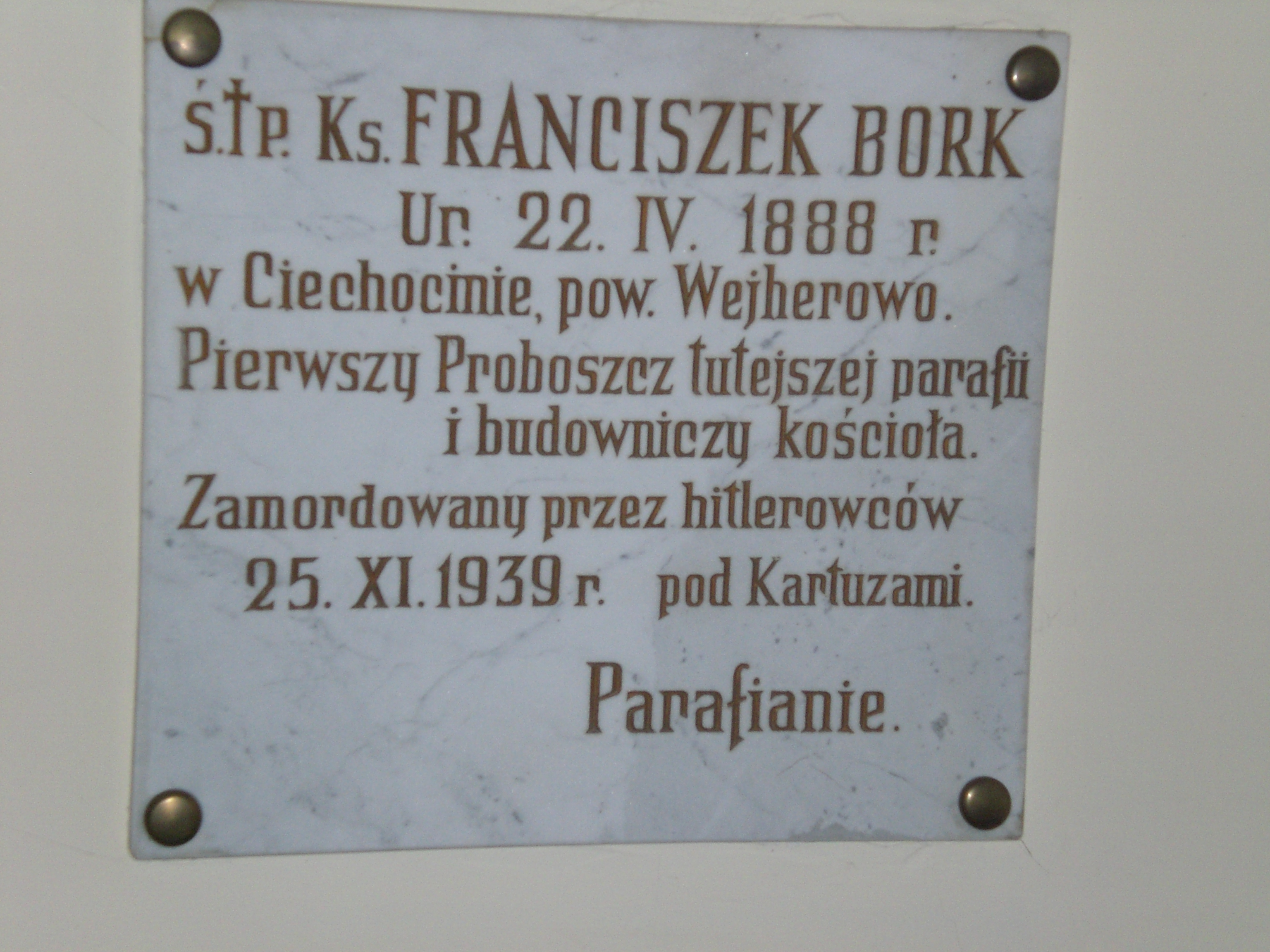
Tablica upamiętniająca ks. Borka

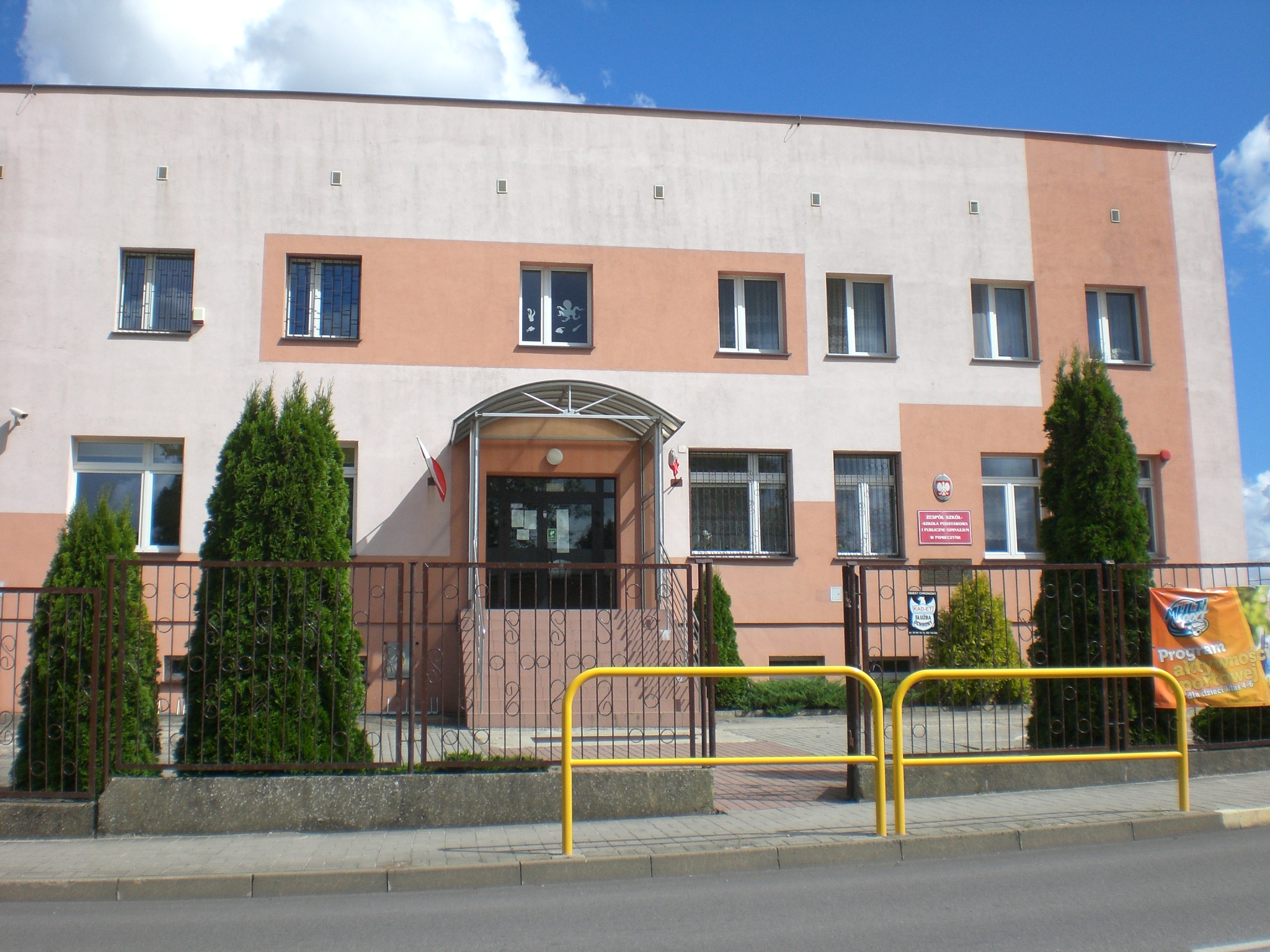
Szkoła

Według rejestru zabytków NID na listę zabytków wpisany jest drewniany kościół parafialny pw. św. Józefa z 1925, nr rej.: 1038 z 24.05.1983.
W latach 1925–1926 mieszkańcy Pomieczyna i okolic własnymi siłami wybudowali drewniany kościół, przy którym też została utworzona parafia. Kościół jest wybudowany w stylu starozakopiańskim według projektu inż. Dulnego z Kartuz. Pierwszym proboszczem parafii Pomieczyno był ksiądz Bork, zamordowany przez Niemców prawdopodobnie już w październiku 1939 roku.
Dotąd proboszczami byli kolejno: Paweł Jankowski, Bronisław Szymichowski (jego grób na pobliskim cmentarzu), Alojzy Marszall. Obecnie jest nim Henryk Zieliński, który poprzednio jako wikary pracował w parafii pw. Matki Bożej Różańcowej w Gdyni (Demptowo-Pustki Cisowskie), a następnie jako proboszcz w Leśniewie.

## Torfowisko
Na północny wschód od wsi rozciąga się torfowisko wysokie, tzw. Białe Błoto. Posiada ono dobrze wykształconą, wyraźną kopułę, typową dla torfowisk typu bałtyckiego, jest jednak silnie przesuszone i zdewastowane przez prowadzoną tu do niedawna eksploatację torfu na przemysłową skalę. Z czasów tych pozostały ślady biegnących środkiem torów kolejki, głębokie rowy melioracyjne oraz rozległe, niemal zupełnie pozbawione roślinności pola poeksploatacyjne. Skutkiem działalności kopalni jest postępujące murszenie i decesja torfu w większej części obiektu, zwłaszcza że w centralnej części kopuły poziom wody obniżono o co najmniej 3 metry. Obecnie teren pokopalniany ulega stopniowej, spontanicznej rekultywacji; zarasta głównie sosną zwyczajną, brzozą i wrzosem. Z dawnej flory torfowiskowej pozostały: modrzewnica zwyczajna, widłak jałowcowaty, bagno zwyczajne oraz mchy torfowce.